# Forte da Arrochela
O Forte da Arrochela localizava-se no lugar da Arrochela, na freguesia de Praia, concelho de Santa Cruz da Graciosa, na ilha Graciosa, nos Açores.
Em posição dominante sobre este trecho do litoral, constituiu-se em uma fortificação destinada à defesa deste ancoradouro contra os ataques de piratas e corsários, outrora frequentes nesta região do oceano Atlântico.

## História
A "Relação" do marechal de campo Barão de Bastos em 1862, assinala que "Tem uma caza arruinada." e indica que se encontra entre os fortes na ilha "Incapazes desde muitos annos."
Encontra-se relacionado no "Catálogo provisório" em 1884, que refere: "Está situado na Villa da Praia à beira mar; as muralhas sofriveis, as casas em máo estado: é fechado e serve de fazer as honras do porto só com bandeira."
A estrutura não chegou até aos nossos dias.